# Heinrich Dembowski (Pädagoge)
Heinrich Dembowski (* 24. August 1812 Groß Guja, Kreis Angerburg, Ostpreußen; †  19. Mai 1901 in Rastenburg) war ein deutscher Philologe in Königsberg. Er gehört zu den überragenden Senioren des Corps Masovia.

## Leben
Dembowski besuchte in Königsberg i. Pr. das Altstädtische Gymnasium. Im Sommersemester 1832 wurde er im Corps Masovia recipiert. Er zeichnete sich einmal als Subsenior und zweimal als Senior aus. Nach der 1835 endgültig eingeführten und beibehaltenen Corpsverfassung verhinderte er eine Spaltung des Bundes. Als er Ostern 1836, wenige Tage vor dem Examen, als Corpsbursche ausschied, beschenkten ihn die Masuren mit Goethes Werken und einem prächtigen Ehrenschläger mit der Inschrift: MASOVIA FORTI SENIORI. Selbst längst ausgeschiedene Mitglieder hatten beigesteuert. Als Kandidat der Theologie und Lehrer kam er an das Kgl. Waisenhaus am Sackheimer Tor. 1837 wurde ihm die 3. Lehrerstelle zugewiesen. 1852 wurde er zum Direktor des Waisenhauses und des Progymnasiums bestellt. Im Waisenhaus untergebracht war auch ein Lehrerseminar, das ebenfalls von Dembowski geleitet wurde. 1891 trat er in den Ruhestand. Er starb im 89. Lebensjahr.
Sein gleichnamiger Sohn kam 1850 in Königsberg zur Welt. Als Schüler des Collegium Fridericianum war er Primus Omnium. Wie sein Vater studierte er Philologie an der Albertus-Universität.

## Veröffentlichungen

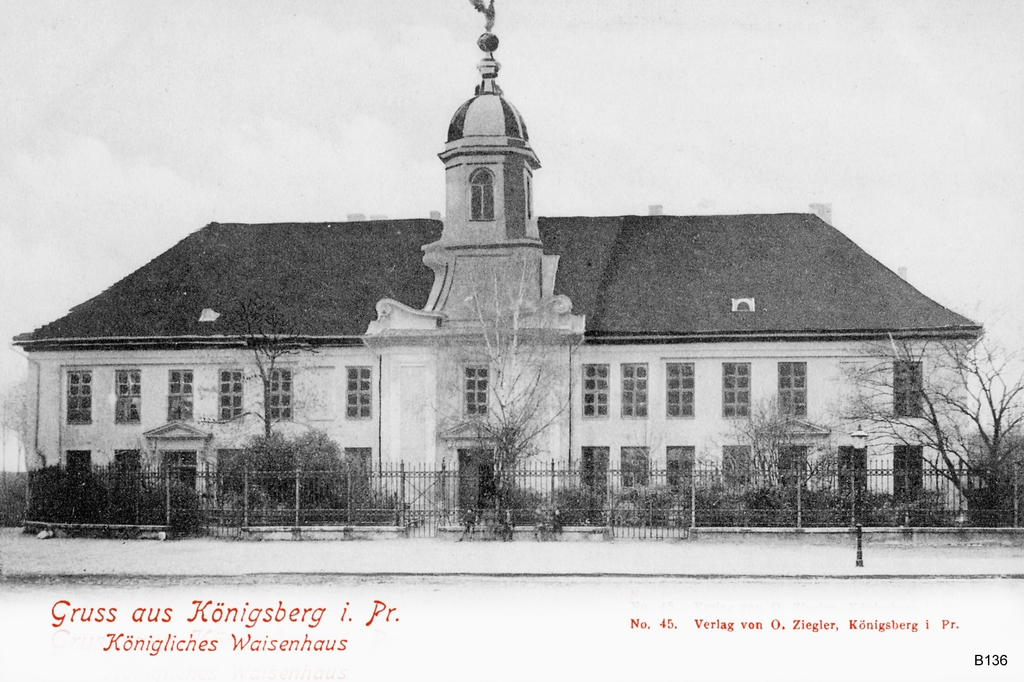
Königliches Waisenhaus

- Zur Geschichte der Königlichen Waisenhauses. Königsberg 1879–1890, Teil 1 – 1879 OCLC 835053179; Teil 2 – 1881 OCLC 834736748;  Teil 3 – 1882 OCLC 836525906; Teil 4 – 1883 OCLC 835053446; Teil 5 – 1884 OCLC 835053657; Teil 6 – 1885 OCLC 835053925; Teil 7 – 1886 OCLC 835054172; Teil 8 – 1887 OCLC 835055127; Teil 9 – 1888 OCLC 835055325; Teil 10 – 1889 OCLC 835055347; Teil 11 – 1890 OCLC 835055425.